# Babensham
Babensham è un comune tedesco di 2 855 abitanti, situato nel land della Baviera.